# Diafragma de Dicearco de Mesina

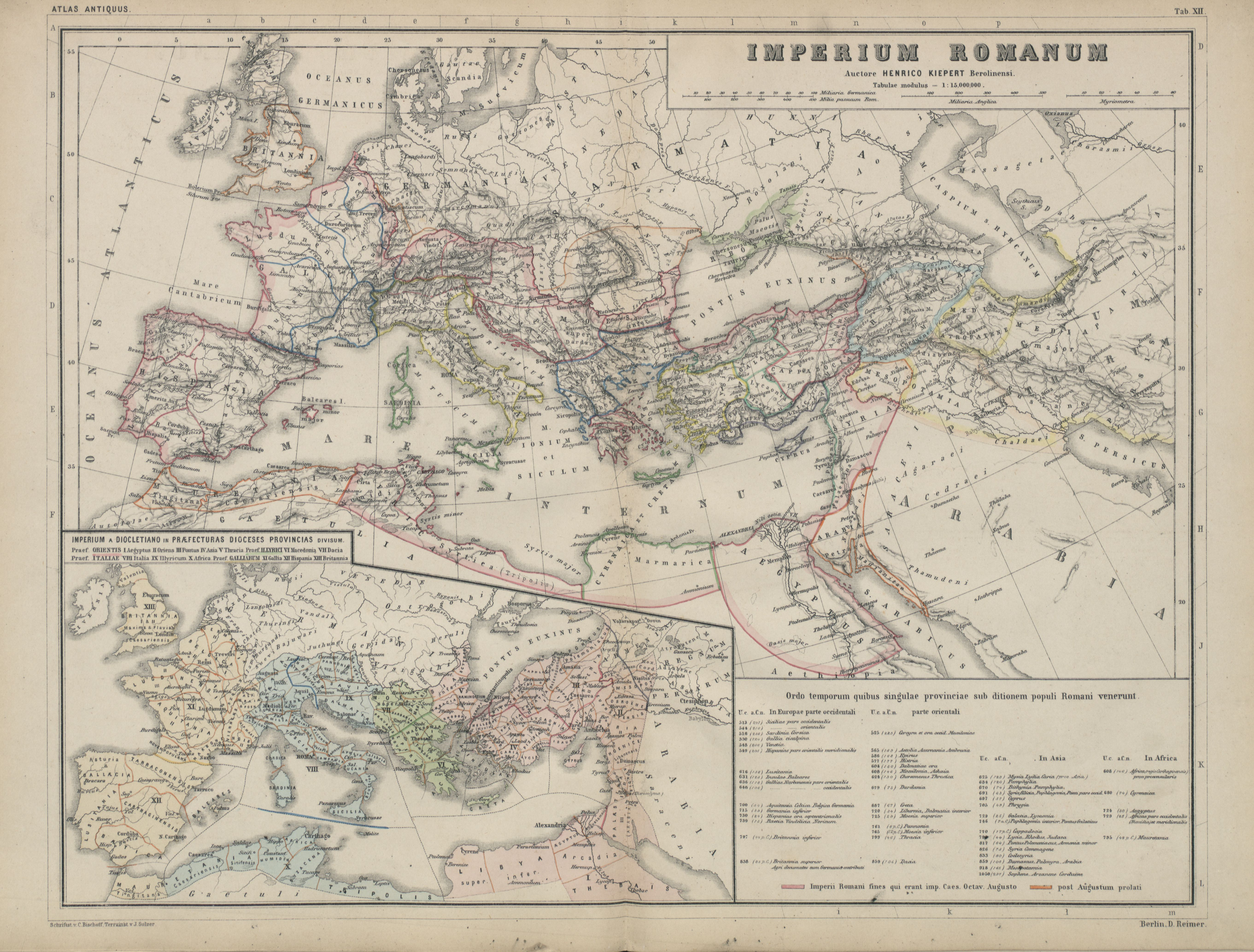
Mapa del Imperio Romano con los paralelos 35°N y 40° N indicados.

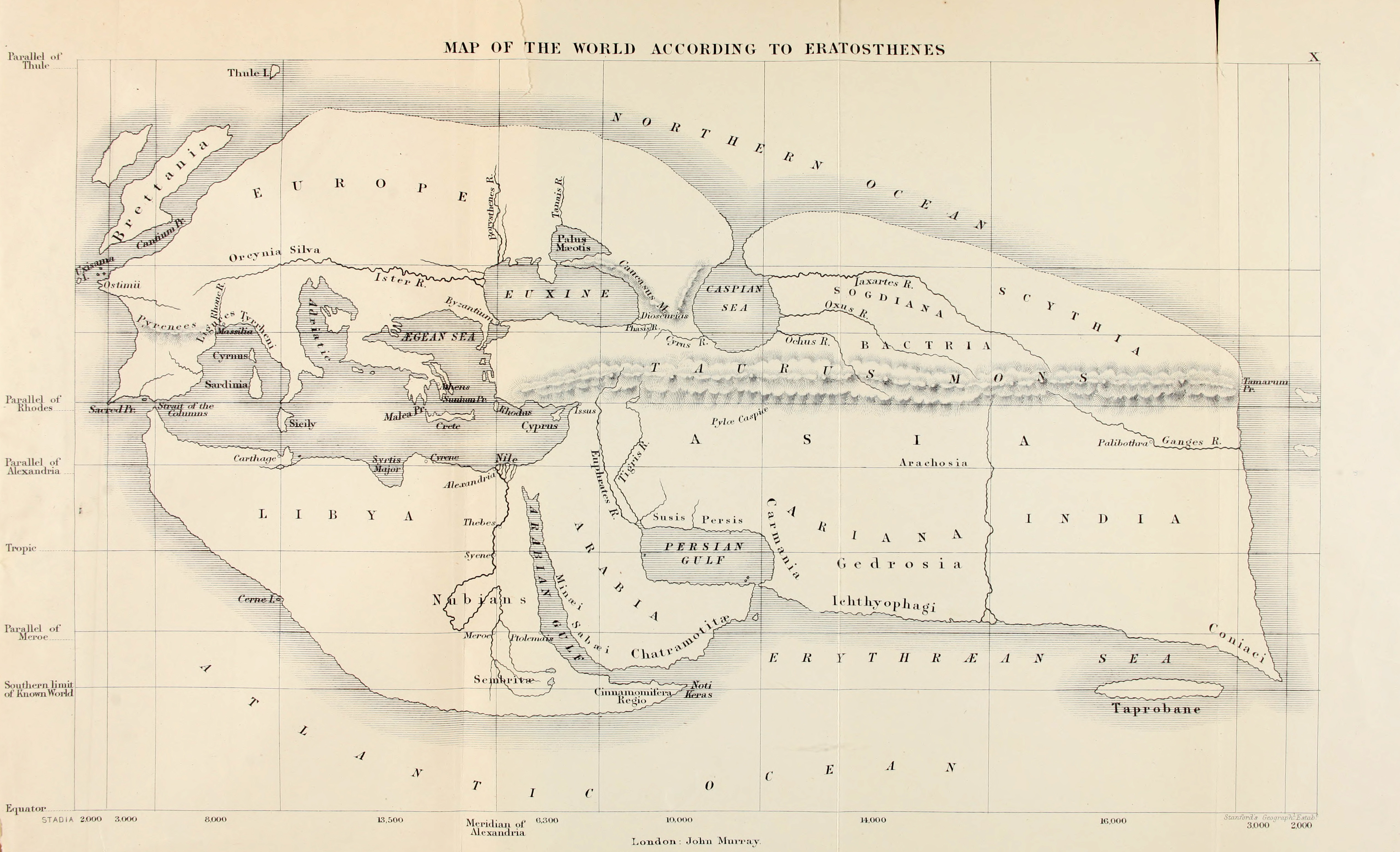
Reconstrucción del (según Bunbury) del mapa de Eratóstenes del mundo conocido a su época. Está indicado el paralelo de Rodas (diafragma) y el meridiano de Rodas.

El diafragma de Dicearco de Mesina (hacia el 320 a. C.) es un concepto geográfico que puede ser interpretado de varias maneras. Desde el punto de vista moderno coincide, aproximadamente, con el paralelo de la isla de Rodas, 36°N.
El diafragma geográfico indicado está relacionado con varios temas (aparentemente alejados del concepto) y su estudio presenta un gran interés.

## Consideración original

### El primer sistema de coordenadas geográficas
Dicearco ideó una línea virtual que dividía el mundo conocido en su época (ecumene) en dos partes: una al norte y la otra al sur. Y la denominó diafragma.
Según indican algunos expertos, esta línea geográfica fue la primera que la ciencia griega imaginó sobre la Tierra.
El diafragma, añadido al meridiano que pasaba por Rodas, fue el primer sistema de coordenadas geográficas (ideado por Dicearco) de la historia. La obra de Dicearco fue muy admirada y él mismo considerado uno de los padres de la geografía. Fue clasificado por Estrabón en la segunda generación de geógrafos, junto a Demócrito, Eudoxio (astrónomo) y Éforo de Cime.

### Medida y dimensiones
Según los antiguos (Claudio Ptolomeo entre otros), un grado del diafragma mesuraría 400 estadios, mientras que un grado de meridiano mesuraría 500 estadios.

## Cronología de temas relacionados

### Eratóstenes
(Alrededor del año 255 a. C.)
Según sus observaciones y medidas, calculó que la Tierra tenía una circunferencia de 250.000 estadios.

### Hiparco de Nicea
Cerca del año 130 a. C. propuso un sistema de coordenadas terrestres basado en meridianos y paralelos, y una división de los círculos mayores en 360°.

### Marino de Tiro
Consideraba que un arco de un grado de círculo máximo terrestre equivalía a 500 estadios.

### Claudio Ptolomeo
(Alrededor del año 100 a. C.)
Igual de Marino de Tiro, Ptolomeo consideraba que un arco de un grado de círculo máximo terrestre equivalía a 500 estadios.

### Milla romana
Una milla romana era igual a 1480 metros. Otros documentos dan valores de 1481,5 m o 1482 m.

### Julio CésaryOctavio Augusto
El año 44 a. C., Julio César ordenó cartografiar todo el imperio, pero murió antes de que la tarea fuera finalizada.
- Los trabajos empezaron en 44 a. C., cuando Julio César y Marco Antonio eran cónsules, y duraron 25 años. El año 19 a. C., bajo la supervisión de Sentius Saturninus y Lucretius Cinna, el proyecto se consideró finalizado.

### Mapa deAgripa
Agripa, además de dedicarse a otras muchas actividades, era un estudioso de la geografía. Basándose en los trabajos previos concibió un mapa del mundo conocido que se “pintaría” en un pórtico que quería construir a Roma.
Según descripciones posteriores (entre otras de Plinio el Viejo), el Pórtico Vipsania fue en grande parte construido por su hermana e inaugurado por Augusto. El mapa fue pintado y estaba expuesto al público.
- No está claro si aquel mapa era circular, elíptico o rectangular. Incluso hay estudiosos que opinan que se @tractar tres mapas rectangulares.[13][14][15]

### Cartas portolanas

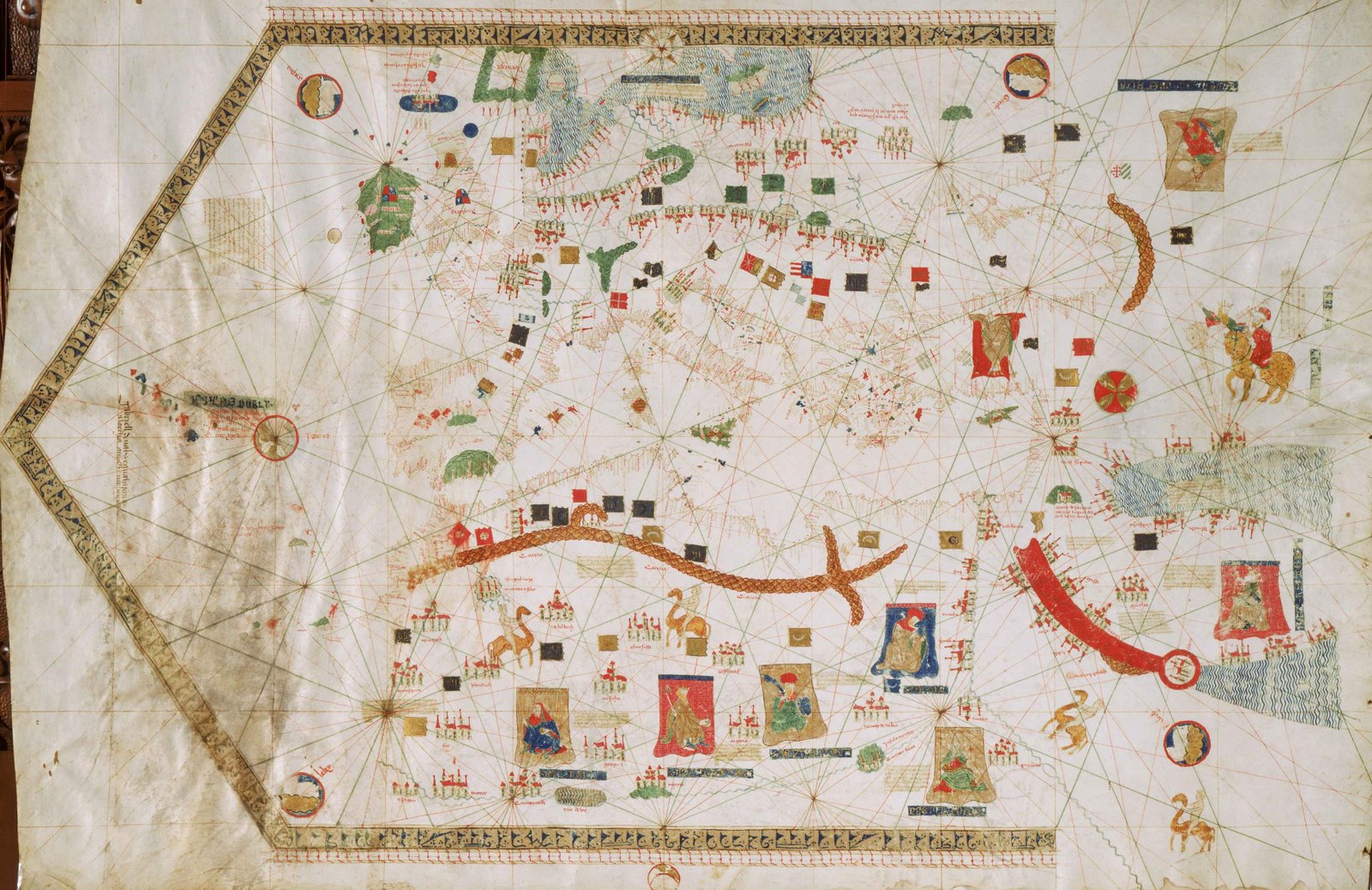
Carta de 1439 de Gabriel Vallseca.

Las cartas portolanas representan el mar Mediterráneo y los territorios próximos. Una área geográfica muy parecida a la ecumene griega o el Imperio Romano. En ellas no aparecen dibujados ni el diafragma, ni el meridiano de Rodas.
Hay varias opiniones, basadas en estudios detallados, que indican una gran precisión en las cartas portolanas en cuanto a las dimensiones generales representadas.
El estudio de las escalas (“troncos de leguas” en castellano) de las cartas mencionadas es muy controvertido. Supuestamente, la comparación de las escalas, las distancias dibujadas y las distancias reales implicaría una milla implícita de unos 1200 metros.

### 1270. Primera mención de una carta portolana
El primer documento que da testigo del uso de una carta náutica a bordo de un barco habla del viaje por mar del rey Luis IX de Francia en la Octava Cruzada. Los pilotos genoveses son consultados sobre la posición de la nave del rey después de una tormenta y comprueban la situación estimada en una carta marina.

...Super quo navis principes coram rege euocati, de loco ubi tunc aderant interrogati, sub dubio responderunt. Dixerunt enim quod credebant esse prope terram, et multum mirabantur quod tam tarde suis aspectibus appareter. Unde allata mappa mundi, regi situm terrae portus Callarici et vicinitatem propinqui littoris ostendetur....
Gesta Ludovici. Guillaume de Nangis.

### Cristóbal Colón y Jaume Ferrer de Blandas
La manera de navegar, con brújula y ampolleta, el uso de cartas de navegar y su concepción de la Tierra, se puede ejemplificar con los escritos de Colón y Jaume Ferrer.
El valor de la milla que utilizaban ha sido objeto de muchos estudios controvertidos. Sí que se puede afirmar que consideraban leguas de 4 millas.

Y porque la carta de navegar no sirve del todo ni abasta en la demostracion matemática de la regla suso dicha, es menester una forma mundi en figura esférica, y en dos hemisferios compartida por sus lineas y grados, y el situ de la tierra, islas, y mar, cada cosa puesta en su lugar: la cual figura mundi yo dejo junto con estos capitulos de mi intencion y parecer porque mas claramente sea vista la verdad. Y digo que por entender la regla y plática suso dicha es menester que sea Cosmógrafo, Aresmético y Marinero, ó saber su arte: y quien estas tres sciencias juntas no habrá, es imposible la pueda entender, ni tampoco por otra forma ni regla si pericia de las dichas tres sciencias no terná.
Jaume Ferrer de Blanes. Vot i parer sobre el tractat de Tordesillas.

### La milla deNordenskjöld
Después de estudiar y comparar muchas cartas portolanas dedujo que las distancias representadas y las escalas dibujadas en las cartas implicaban una unidad de medida que él denominó “milla portolana”, con un valor de 5840 metros. Este valor sería muy parecido al de una legua (náutica?) catalana de 5740 metros.
- El valor de 5740 metros Nordenskiöld lo habría consultado de un científico español no identificado.[22]
- Considerando que una legua catalana equivale a 4 millas, la milla náutica catalana sería de 1435 metros.
- En la Crónica de Ramón Muntaner las distancias por tierra se expresan en leguas y las marinas en millas.[23][24]
  - En la segunda de las referencias anteriores, Muntaner habla de una distancia de 60 millas entre Rodosto y Constantinopla. Esto implicaría, en este caso, una milla de 1833 metros (60 millas= 110 km).

## Comparación de millas
El estudio de los valores de las millas usadas en cartografía a lo largo del tiempo es un tema muy controvertido. Hay que analizar la tabla que sigue con mucha precaución. La tabla ha sido confeccionada para mostrar una posible relación entre la distancia del arco de un minuto de diafragma, la milla romana y la milla catalana antigua.
| Comparación de millas                             | Valor en metros |
| ------------------------------------------------- | --------------- |
| Minuto del diafragma (Milla del diafragma)        | 1498,3          |
| Milla romana                                      | 1480            |
| Milla calculada de Nordenskjöld en los portolanos | 1457,3          |
| Milla catalana según Nordenskjöld                 | 1435            |

## Antiguos mapas del mundo conocido

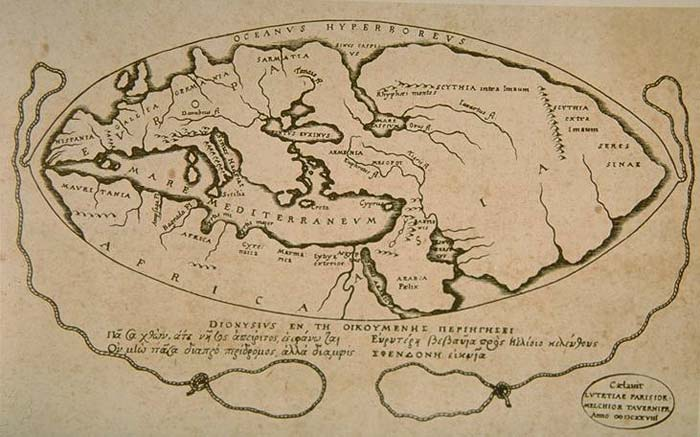
Mapa del mundo dibujado según las ideas de Posidonio
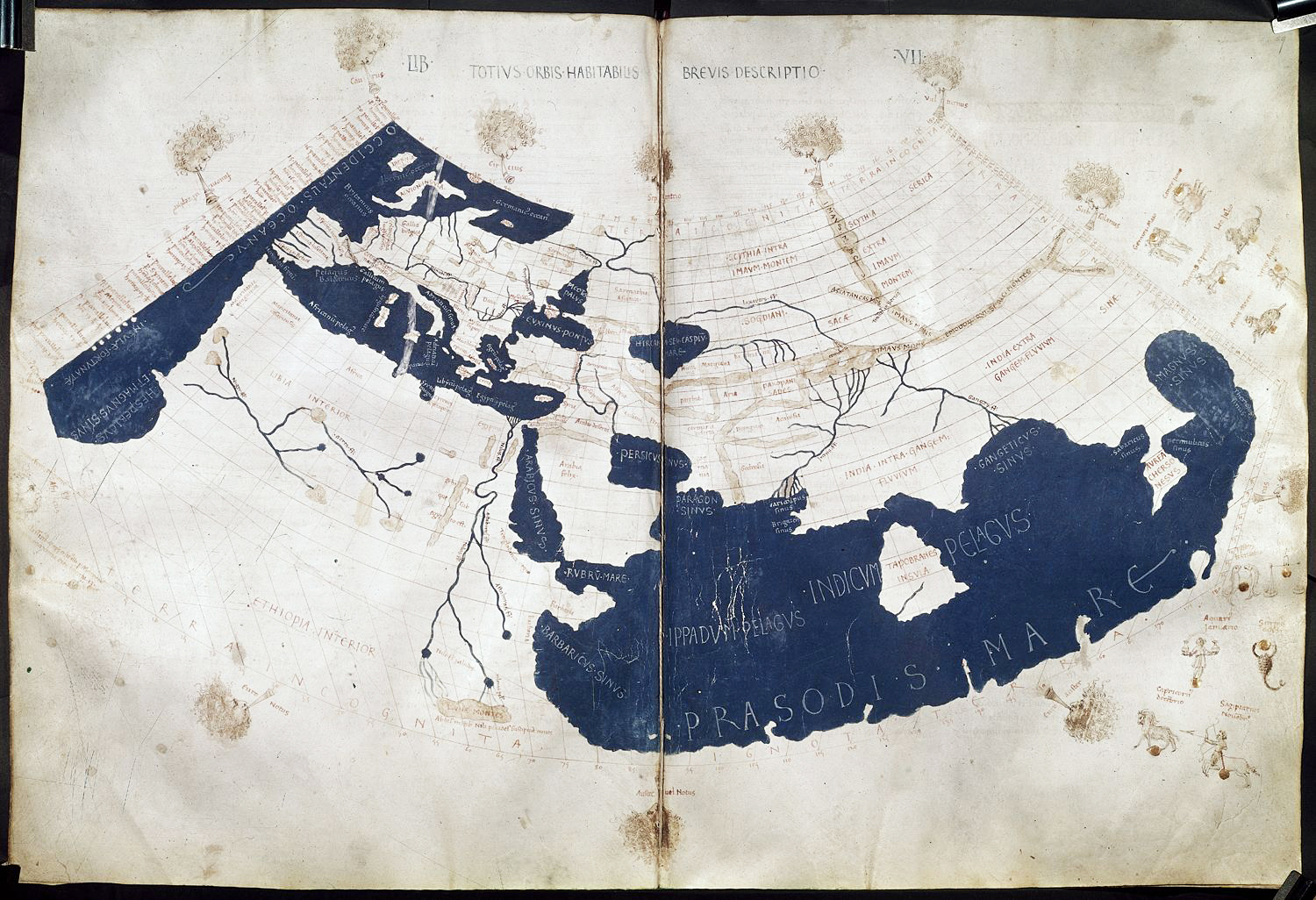
Mapamundi del siglo XV basado en la Geografía de Ptolemeo (hacia 150 dC).
Mapamundi basado en la obra de Pomponio Mela
Interpretación de la Tabula Rogeriana, según el original perdido de A el-Idrissí de 1154